# Voorbereidend Comité voor de Indonesische Onafhankelijkheid
Het Voorbereidend Comité voor de Indonesische Onafhankelijkheid (Indonesisch: Panitia Persiapan Kemerdekaan Indonesia, PPKI; Japans: 独立準備委員会) was een comité dat zich in augustus 1945 bezighield met de overdracht van de autoriteit van de Japanse bezetter van Nederlands-Indië aan het onafhankelijke Indonesië.

## Achtergrond

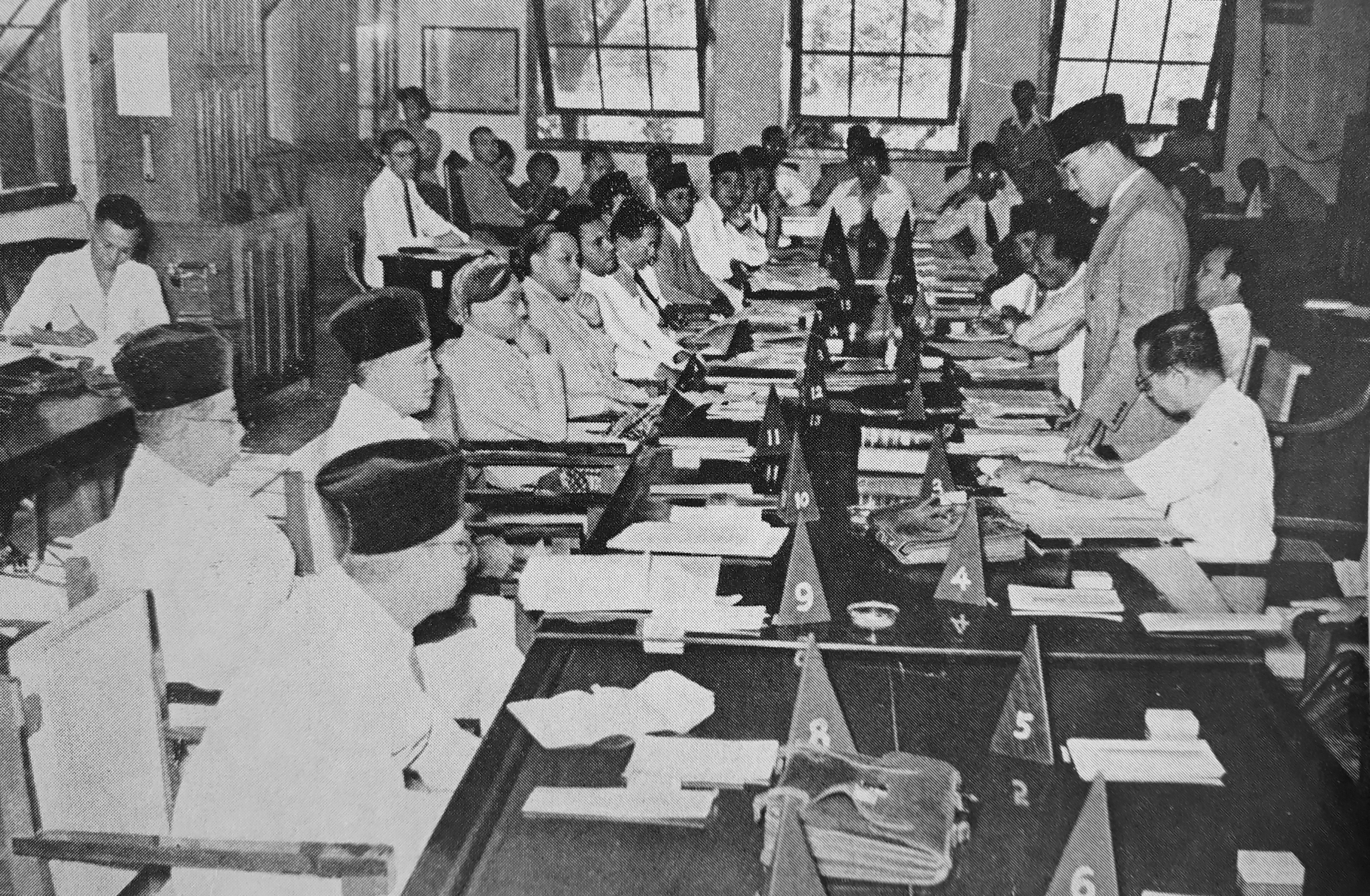
Bijeenkomst van de PPKI op 18 augustus 1945

Tussen mei en juli 1945 had het Onderzoekscomité ter voorbereiding op de Indonesische onafhankelijkheid (BPUPK) overlegd over de ideologische basis van een onafhankelijk Indonesië, waarbij onder andere was besloten over een concept-grondwet, de Pancasila als staatsideologie, de vlag en de taal. Omdat Japan aan de verliezende hand was in de Tweede Wereldoorlog wilde men overgaan tot het toekennen van onafhankelijkheid aan Indonesië, om daarmee de terugkeer van Nederlands gezag in Nederlands-Indië te dwarsbomen. Het plan was om onafhankelijkheid te verlenen aan Java in september, en de overige eilanden daar later bij te laten aansluiten.
Op 7 augustus 1945, de dag na de atoombom op Hiroshima, gaf Hisaichi Terauchi van het Japans Keizerlijk Leger toestemming voor de oprichting van het Voorbereidend Comité voor de Indonesische Onafhankelijkheid (PPKI). Soekarno, Mohammed Hatta en Radjiman Wediodiningrat (voorzitter van de BPUPK) werden door de Japanners naar Đà Lạt in Frans-Indochina gevlogen om met Hisaichi Terauchi te overleggen. Door de atoombom op Nagasaki kwamen de ontwikkelingen in een stroomversnelling en er werd nu beloofd dat de Indonesische onafhankelijkheid (voor het hele grondgebied van Nederlands-Indië) op 24 augustus een feit zou zijn. Soekarno werd aangewezen als voorzitter van de PPKI, de drie vlogen op 14 augustus terug naar Indië en nog dezelfde dag werd de samenstelling van het comité bekendgemaakt.
Door het zogenoemde Rengasdengklok-gebeurtenis van 16 augustus, waarbij Soekarno en Hatta ontvoerd werden naar de plaats Rengasdengklok (Karawang). De ontvoerders, waaronder Soekarni, Wikana, Chairul Saleh en Dipa Nusantara Aidit, zetten Soekarno en Hatta onder druk om sneller eenzijdig (zonder inmenging van de Japanners) de onafhankelijkheid uit te roepen. Dit leidde tot het uitroepen van de onafhankelijkheid op 17 augustus. De PPKI bleef in functie en kwam op 18 augustus, dus pas na de onafhankelijkheid, voor het eerst bijeen.

## Leden
De leden van de BPUPK kwamen alleen uit Java, maar bij de PPKI was er een betere afspiegeling van bevolkingsgroepen uit de hele archipel. Door de Japanners waren 21 leden aangewezen, waarvan 12 afkomstig van Java, 3 uit Sumatra, 2 uit Sulawesi, 1 uit Kalimantan, 1 uit de Kleine Soenda-eilanden, 1 uit de Molukken en 1 Chinese Indonesiër.
1. Soekarno (voorzitter, Java)
2. Mohammed Hatta (vicevoorzitter, Java)
3. Soepomo (Java)
4. Radjiman Wediodiningrat (Java)
5. Soeroso (Java)
6. Soetardjo Kartohadikoesoemo (Java)
7. Wahid Hasjim (Java)
8. Bagoes Hadikoesoemo (Java)
9. Oto Iskandar di Nata (Java)
10. Abdoel Kadir (Java)
11. Prins Soerjohamidjojo (Java)
12. Prins Poerbojo (Java)
13. Mohammad Amir (Sumatra)
14. Abdul Abbas (Sumatra)
15. Teuku Mohammad Hasan (Sumatra)
16. Sam Ratulangi (Sulawesi)
17. Andi Pangerang Pettarani (Sulawesi)
18. A.A. Hamidhan (Kalimantan)
19. I Gusti Ketut Pudja (Kleine Soenda-eilanden)
20. Johannes Latuharhary (Molukken)
21. Yap Tjwan Bing (Chinese Indonesiërs)

Zonder medeweten van de Japanners werden er nog zes leden aan het comité toegevoegd, allen afkomstig van het eiland Java.
1. Achmad Soebardjo
2. Sajoeti Melik
3. Ki Hadjar Dewantara
4. Wiranatakoesoema V
5. Kasman Singodimedjo
6. Iwa Koesoemasoemantri

## Bijeenkomsten en besluiten
De PPKI is drie keer bijeengekomen: op 18, 19 en 22 augustus 1945. Tijdens de eerste bijeenkomst werd besloten dat Soekarno de president en Mohammed Hatta de vicepresident zou zijn. De grondwet zoals voorgesteld door de BPUPK werd geaccepteerd. Het voorwoord zoals in het Handvest van Jakarta aangepast, met toevoeging van de zin "met de verplichting, voor de volgers van islam, hun religieuze verplichtingen uit te voeren", werd weer terug veranderd. Ook werd besloten dat er een 'nationaal comité' zou worden opgericht ter ondersteuning van de president in de tijd dat er nog geen parlement zou zijn.

De acht Indonesische provincies vastgelegd door de PPKI.

Tijdens de tweede bijeenkomst op 19 augustus werd besloten tot de oprichting van twaalf ministeries en werden ministers en ministers van staat aangewezen. De aldus aangewezen ministers zouden het Kabinet Presidensial vormen. Ook werd tijdens de tweede bijeenkomst van de PPKI de verdeling van Indonesië in acht provincies geregeld: West-Java, Midden-Java, Oost-Java, Sumatra, Borneo, Sulawesi, Kleine Soenda-eilanden en Molukken. Daarnaast hielden de vorstenlanden Yogyakarta en Soerakarta een speciale status. Voor de acht provincies werd een gouverneur aangewezen.
Bij de derde en laatste bijeenkomst op 22 augustus werd het Centraal Indonesisch Nationaal Comité (Komite Nasional Indonesia Pusat, KNIP) opgericht, een eerste volksvertegenwoordiging van Indonesië. Ook werd de Volksveiligheidsorganisatie (Badan Keamanan Rakyat, BKR) opgezet, een opvolger van verschillende vrijwilligerslegers waaronder PETA en een voorloper van het Indonesische leger. Daarnaast werd een nieuwe versie van de Indonesische Nationale Partij, algemeen bekend als de PNI-Staatspartij, opgericht. Dit was geen succes en de partij werd voor het einde van de maand al weer opgeheven. Op 29 augustus werd de PPKI door Soekarno opgeheven, en op dezelfde dag begonnen de werkzaamheden van de KNIP.